# Amnistía
La amnistía (del griego amnestia, olvido o perdón) es un instrumento jurídico del poder legislativo que tiene por efecto la posibilidad de impedir en un periodo de tiempo el enjuiciamiento penal y, en algunos casos, las acciones civiles contra ciertas personas o categorías de personas con respecto a una conducta criminal «específica» cometida antes de la aprobación de la amnistía; o bien, la anulación retrospectiva de la responsabilidad jurídica anteriormente determinada.
Las amnistías, consuetudinariamente, han sido utilizadas por los Estados con discrecionalidad. En la actualidad se rigen por un conjunto normas de derecho internacional que, en lo más importante, impiden que se exonere a las «personas que pueden ser jurídicamente responsables de crímenes de guerra, genocidio, crímenes de lesa humanidad y otras violaciones graves de los derechos humanos».
Desde la II Guerra Mundial las formas jurídicas más comunes que han tomado las amnistías han sido: decreto o proclamación del poder ejecutivo o promulgación de ley por el parlamento. 
Si bien se acepta que las amnistías pueden ser un buen instrumento en manos de los Estados para resolver conflictos, cuando la amnistía esconde la impunidad de crímenes «atroces», se ha demostrado que tienen el efecto contrario e invita a cometer nuevos abusos. En estos casos, el derecho internacional «exige que los Estados investiguen las violaciones graves de derechos humanos y los crímenes de guerra», como ha ocurrido en los casos de las leyes de amnistía en Chile (1978), Argentina (1983), Sierra Leona (1999)…
Las amnistías no impiden que se haga efectiva la responsabilidad jurídica respecto de una conducta que todavía no ha tenido lugar, que constituiría una invitación a violar la ley.
Con la amnistía se puede lograr perdonar a personas que fueron forzadas a trabajar con el crimen organizado o a cometer delitos (cultivar y transportar droga son los mayores ejemplos) o perdonar a personas que fueron culpadas injustamente.

## Etimología
Amnistía procede de una voz griega compuesta de la a privativa y de memoria, es decir, sin memoria u olvido mutuo y general de las cosas pasadas. Este nombre se dio por primera vez a una ley que hizo Trasíbulo en que mandaba un olvido general de todo lo pasado después de no haber arrojado a los treinta Tiranos de Atenas. Con esta medida, recobró la República su antigua pujanza, la paz y la libertad. 
El orador Andócides, en su arenga sobre los misterios, ha conservado la fórmula de la amnistía y de los juramentos que la acompañaban o se proferían a su publicación.

## Características
- Es una norma general que tiende a beneficiar a un grupo de personas.
- Es una ley de olvido que tiene por resultado olvidar ciertas infracciones, que se den por terminados los procesos y, si estos ya fueron fallados, que queden sin efecto las condenas impuestas con motivo de la amnistía decretada. La amnistía borra los actos que han pasado antes o después de un fallo judicial; suprime la infracción, la persecución del delito y la formación de juicios.

- Se limita la conducta «de olvido» a un periodo determinado de tiempo, que implica un hecho o una circunstancia específica, como un conflicto determinado.

- Puede dejar sin efectos consecuencias jurídicas de violaciones a los derechos humanos, siempre y cuando estas no sean graves, cuando las personas beneficiadas hayan compurgado pena por sus actos de disentimiento político no violento.[1]
- Algunas amnistías se acompañan con medidas de reparación.

### Límites en una amnistía
La jurisprudencia internacional ha establecido que no pueden establecerse amnistías para olvidar violaciones a los derechos humanos. Es decir, no puede haber amnistía cuando: 
- Se impide el enjuiciamiento de personas que pueden resultar penalmente responsables de crímenes de guerra, desaparición forzada, genocidio, de lesa humanidad o violaciones graves de derechos humanos;
- Se interfieren con el derecho de las víctimas a un recurso efectivo, incluida la reparación;
- Se limitan el derecho de las víctimas y las sociedades a conocer la verdad acerca de las violaciones de derechos humanos y del derecho humanitario.

Además, las amnistías que procuren restaurar los derechos humanos deben estar formuladas con miras a velar por no limitar los derechos restaurados ni perpetuar en algún sentido las violaciones iniciales.

## Justificación
La amnistía se justifica por la utilidad que puede tener para la sociedad que se den al olvido ciertos hechos y tiene como efecto extinguir la acción pública, de manera que el beneficio es irrenunciable y produce efectos de pleno derecho, invalidando toda condena. Los sentenciados a penas corporales recobran su libertad; inclusive deben restituirse las multas y los gastos pagados al erario.
De igual forma, la amnistía tiene como finalidad crear condiciones propicias para alcanzar acuerdos de paz o bien favorecer la reconciliación nacional.

## Diferencia con el indulto
A diferencia del indulto, que extingue la responsabilidad penal actuando sobre la pena derivada de un delito (la persona sigue siendo culpable, pero se le ha perdonado el cumplimiento de la pena), la amnistía actúa sobre el delito mismo. Por ello, la amnistía suele tener efectos retroactivos y, entre otros, extingue toda responsabilidad penal o civil y anula los antecedentes penales. Por el mismo motivo, es general, dado que actúa sobre todos los que cometieron ese delito y no sobre individuos concretos.
La amnistía suele suponer un nuevo juicio de valor sobre la conveniencia de prohibir o de sancionar una conducta. Por esa razón, las leyes o los actos de amnistía son más frecuentes en momentos de cambios sociales o de regímenes políticos y, en ocasiones, se asocia al perdón de presos políticos. Sin embargo, su empleo puede ser objeto de polémica, pues puede provocar la impunidad de quienes cometieron graves hechos durante un régimen anterior.
Diferencias entre indulto y amnistía:
- El indulto supone el perdón de la pena, mientras que la amnistía supone el perdón del delito. Por eso solo se puede indultar respecto de la parte de la pena que no haya sido ya cumplida, mientras que la amnistía puede implicar rehabilitar al amnistiado en derechos ya perdidos al cumplir la pena impuesta.
- El indulto afecta a una persona concreta; la amnistía afecta a una pluralidad.
- El indulto no extingue la responsabilidad civil derivada del delito; la amnistía sí lo hace.
- En general, para otorgar el indulto es necesario un acto administrativo; para la amnistía es necesaria una ley.
- La amnistía extingue los antecedentes penales, mientras el indulto no lo hace necesariamente.
- Para otorgar un indulto es necesaria sentencia firme; para la amnistía no es necesario.
- La amnistía, por lo general, se aplica a los delitos políticos.